# Nociceptor
En nociceptor är en specialiserad nervcell vars uppgift är att "upptäcka smärta". Nociceptorer är vardagligt kallade smärtreceptorer, och skyddar kroppen från sin omgivning genom att reagera på stimuli av potentiellt skadlig natur.
Definitionen myntades under 1900-talets början av Sir Charles Sherrington, och härstammar från latinets "nocere", att skada, och "receptor".
Smärtsignalen leds genom axonet vidare till cellkroppen i dorsalrotsganglionet (DRG) i anslutning till ryggmärgen, och går in i ryggmärgen via dorsalhornet. Här sänds signalen vidare via tractus spinothalamicus till högre delar av hjärnan (talamus med mera) och uppfattas slutligen som smärta när signal når gyrus postcentralis (primära känselbarken).